# Concept car

La concept car Runabout del 1969, realizzata da Bertone su base Autobianchi A112.

Con la locuzione inglese concept car (in italiano «vettura concettuale») s'intende un prototipo di autovettura, realizzato sulla base di uno o più temi specifici, destinato a definire un nuovo concetto di utilizzo o il limite raggiungibile dalla tecnica nell'epoca in cui viene costruito, a volte senza tenere conto dei vincoli imposti dai coevi standard produttivi.

## Descrizione
Normalmente, i concetti in funzione dei quali vengono sviluppate le concept car sono di tipo funzionale come la sicurezza, i consumi, l'ergonomia, l'aerodinamica, il tipo d'impiego, o stilistico, una visione che possa saggiare gli stilemi che verranno adottati in futuro nel linguaggio visivo di una determinata casa automobilistica.
Le concept car vengono appunto realizzate come prefiguratrici per nuovi modelli o per mostrare soluzioni di design o tecnologie avanzate che verranno adottate nella futura produzione della casa costruttrice. L'esposizione nei saloni di questi prototipi, anche in veste di maquette, consente al costruttore di valutare il gradimento, mediante le reazioni del pubblico e della stampa specializzata.

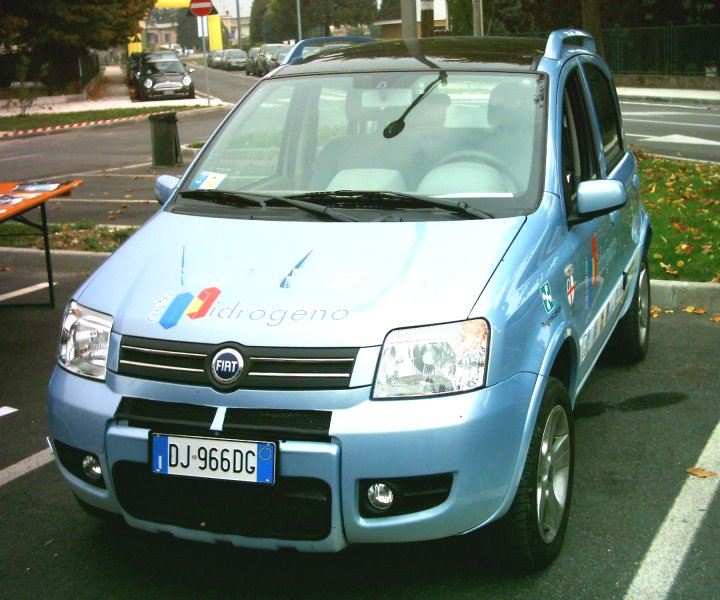
La concept car a emissioni zero Fiat Panda Hydrogen del 2006

Molto raramente una concept car arriva alla produzione di massa, perlomeno nella sua veste originale. In alcuni casi, i prototipi sono destinati a rimanere un puro esercizio di stile. In altri, vengono presi come modello di supporto per l'esecuzione del veicolo di futura produzione; ciò con le modifiche che si rendono necessarie per ottenere soddisfacenti risultati in termini di gradimento degli acquirenti, ma soprattutto di costi produttivi e omologabilità.
Ad esempio, la concept car Runabout del 1969, progettata dalla Bertone per Autobianchi allo scopo di delineare una vettura sportiva per giovani con motorizzazioni, consumi e costi di manutenzione ridotti, venne utilizzata per realizzare, nel 1973, la Fiat X1/9; pur distinte dalle notevoli differenze dettate da esigenze produttive e di mercato, nella X-1/9 si possono facilmente individuare le comunanze tecniche e stilistiche con la Runabout.